# Xanthopimpla lissopleuris
Xanthopimpla lissopleuris là một loài tò vò trong họ Ichneumonidae.